# هیدروکسیل‌آمین
هیدروکسیل‌آمین (به انگلیسی: Hydroxylamine) یک ترکیب شیمیایی با شناسه پاب‌کم 787 است. شکل ظاهری این ترکیب، بلورهای کدر سفید است.